# Wolkenbruchs wunderliche Reise in die Arme einer Schickse (Roman)
Wolkenbruchs wunderliche Reise in die Arme einer Schickse ist ein Buch des Schweizer Schriftstellers Thomas Meyer. Es erschien 2012 im Zürcher Salis Verlag und war 2012 für den Schweizer Buchpreis nominiert. 2018 wurde es unter dem gleichen Titel vom Schweizer Regisseur Michael Steiner verfilmt. Die Hauptrollen spielen Joel Basman und Noémie Schmidt. Der Film war die erfolgreichste Schweizer Produktion 2018.

## Handlung
Der junge orthodoxe Jude Mordechai Wolkenbruch, Motti genannt, ist 25 Jahre alt. Er wohnt in Zürich-Wiedikon bei seinen Eltern, studiert Wirtschaftswissenschaften und hilft im Versicherungsunternehmen seines Vaters. Mottis dominante Mutter, die Mame, versucht erfolglos, ihn mit einer jungen jüdischen Frau aus ihrem Bekanntenkreis zu verkuppeln. Mit Michèle, einer der Frauen, die ihm vorgestellt werden, entwickelt sich ein freundschaftliches Verhältnis, jedoch ohne die von den Eltern erhofften Folgen. An der Uni verguckt sich Motti in die hübsche Kommilitonin Laura, die als nichtjüdische Schickse aber für Motti tabu ist.
Er beginnt, die jüdischen Traditionen zu hinterfragen, sich dagegen aufzulehnen und weicht vom für ihn von den Eltern vorgesehenen Lebensweg ab, er kauft sich eine moderne Brille und schneidet sich den Bart. Ein Rabbiner empfiehlt Motti, nach Israel zu reisen: Er nimmt an, dass Motti sich dort auf seine jüdische Herkunft besinnen und Vernunft annehmen wird.
In Israel wohnt Motti bei der Familie seines Onkels im modernen Tel Aviv. Dort lernt er, der bis dahin noch nie eine Frau nackt gesehen hat, die attraktive Michal kennen und schläft mit ihr. Mit Jeans und T-Shirt, die ihm seine Tante ausgesucht hat, kehrt Motti nach Zürich zurück. Laura fällt sein neues Aussehen auf: Sie spricht ihn an und sie trinken einen Kaffee zusammen. Später lädt sie ihn auf eine Party in ihrer WG ein, wo sie miteinander schlafen.
Zuhause gesteht Motti seiner Mutter, er habe sich in eine Nichtjüdin verliebt, bei ihr übernachtet und wolle sein eigenes Leben leben. Dann verlässt er die elterliche Wohnung. Die empörte Mutter lässt die Schlösser auswechseln und stellt ihm seine Sachen in einer Tasche vor die Tür. Vater Moische äussert sich nicht. Motti kommt bei Thorsten unter, einem Bekannten seines Freundes Enzo. Als der ebenfalls in Laura verliebte Thorsten erfährt, dass Laura Motti in seiner Wohnung besucht hat, bzw. dieser ein Verhältnis mit Laura hat, wirft er ihn hinaus. Ob und wie Mottis Beziehung mit Laura weitergeht, bleibt offen.
Das Buch endet damit, dass Motti am Fenster seines kleinen Zimmers «im elften schtock» des Hotels Marriott in Zürich steht und auf die Limmat schaut, die «schtil nach irgendwo» floss.

## Stil
So wie in der letzten Zeile der Handlung verwendet Meyer in seinem Text zahlreiche jiddische Wörter. Da sie typografisch nicht abgehoben sind, ist dies zu Beginn etwas gewöhnungsbedürftig. Die meisten sind aber problemlos verständlich, bei anderen ist es hilfreich, wenn man sie ausspricht. Neben vielen traditionellen Wörtern finden sich moderne Wortneuschöpfungen wie blizbrif (E-Mail), rechen-maschin (Computer) oder ofis (Büro). In Zweifelsfällen kann man am Schluss des Buches in einem Glossar nachschlagen. Daneben ist auch ein Rezept für Matzeknödel abgedruckt.

## Rezeption
«Wie vor ihm Woody Allen, sein prominenter Geistesverwandter, schöpft Meyer, der selbst einer jüdischen Familie entstammt, beim Erzählen seines Entwicklungsromans, der zugleich eine religiöse Emanzipationsgeschichte ist, aus einem Reservoir von Klischees. Er spitzt sie zu und entwirft mit einiger Chuzpe sein fiktives Porträt des weitgehend den Blicken der Öffentlichkeit entzogenen Milieus orthodoxer Juden in der Zürcher Diaspora. Wenn einem seine Figuren dabei auf angenehme Art nahekommen, so deshalb, weil Meyer bei aller Freude am Karikieren mit Wohlwollen auf sein Personal blickt.»

«Doch trotz kleiner Ungereimtheiten liest sich Meyers Roman perlend, beduselnd und frech wie unkoscherer Champagner. Oder, um es in der beschwingten Melodie des Textes zu sagen: eppes geschwätzig, ein pisl meschigeh, aber oich sejer sejer sis.»

## Ausgaben
- Die gebundene Ausgabe erschien 2012 im Zürcher Salis Verlag.[3] ISBN 978-3-905801-60-6
- 2014 erschien im Zürcher Diogenes Verlag eine Taschenbuchausgabe.[4] ISBN 978-3-257-24280-5
- Die Version als Hörbuch erschien 2014 ebenfalls im Diogenes Verlag. Sie wird von Thomas Meyer selbst gelesen.[5] ISBN 978-3-257-24280-5
  - Italienisch: Non tutte le sciagure vengono dal cielo. Keller, Rovereto 2015, ISBN 978-8-889-76774-0.
  - Ungarisch: Zuhé úr csodálatos utazása egy siksze karjaiba. K.u.K. Publishing, Budapest 2015, ISBN 978-6-155-36119-7.

## Fortsetzung
Die Fortsetzung «Wolkenbruchs waghalsiges Stelldichein mit der Spionin» erschien 2019 bei Diogenes.